# Manuel (cráter)
Manuel es un pequeño cráter de impacto situado en la parte norte de la cara visible de la Luna. Se encuentra en la parte oriental del Mare Serenitatis, en el lado sureste del singular elemento del relieve lunar denominado Aratus CA. Otro diminuto cráter, Yoshi, se halla al oeste de Aratus CA.
|  |

Es un pequeño cráter de forma irregular, muy difícil de observar desde la Tierra por su reducido tamaño.

## Denominación
El nombre procede de una designación originalmente no oficial, contenida en la página 42A4/S2 de la serie de planos del Lunar Topophotomap de la NASA, que fue adoptada por la UAI en 1976.